# Artifici de Juanelo

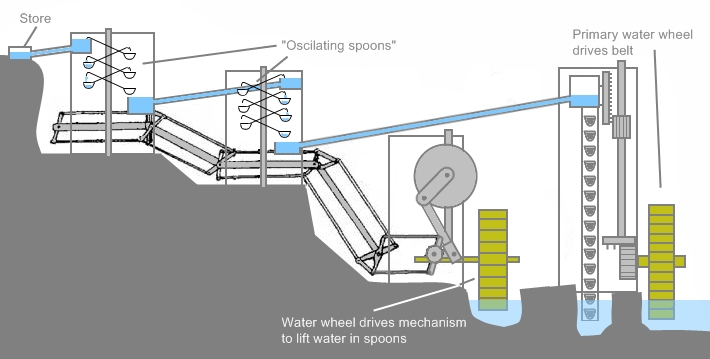
Esquema de l'Artifici de Juanelo

El conegut com a artifici de Juanelo va ser una màquina hidràulica dissenyada al segle XVI per l'enginyer hispà-milanès Juanelo Turriano per portar aigua del riu Tajo a la ciutat de Toledo, salvant un desnivell de més de 100 metres. Va ser un dels grans invents del Renaixement i va aconseguir gran popularitat nacional i internacional, sent esmentat per molts escriptors del Segle d'Or en les seves obres. Fins a aquella obra només s'havia aconseguit pujar aigua a 40 metres amb un cargol d'Arquimedes a Augsburg.

## Història del subministrament d'aigua
En la Hispània romana l'aigua del riu Tajo arribava a Toledo amb un sistema d'aqüeducte-sifó, que es valia del principi de Pascal i dels vasos comunicants, fent circular l'aigua per dins d'una canonada en un tram descendent i després un d'ascendent, però situant al mig un tram pla per evitar tanta pressió en la canonada. Després d'això, l'aigua s'emmagatzemava en un sistema de dipòsits conegut com a Cova d'Hèrcules. Al segle xvi, d'aquest aqüeducte tan sols quedaven ruïnes a causa de l'abandó de la ciutat durant l'edat mitjana. En aquesta etapa, els musulmans havien construït una sínia geganta per portar aigua, però tampoc es disposava d'ella al segle xvi i l'aigua era portada a lloms de rucs des del Tajo, per un desnivell de gairebé 100 metres. S'havien succeït intents d'enginyeria per portar l'aigua d'una altra forma, però tots havien fracassat.

## El primer artifici

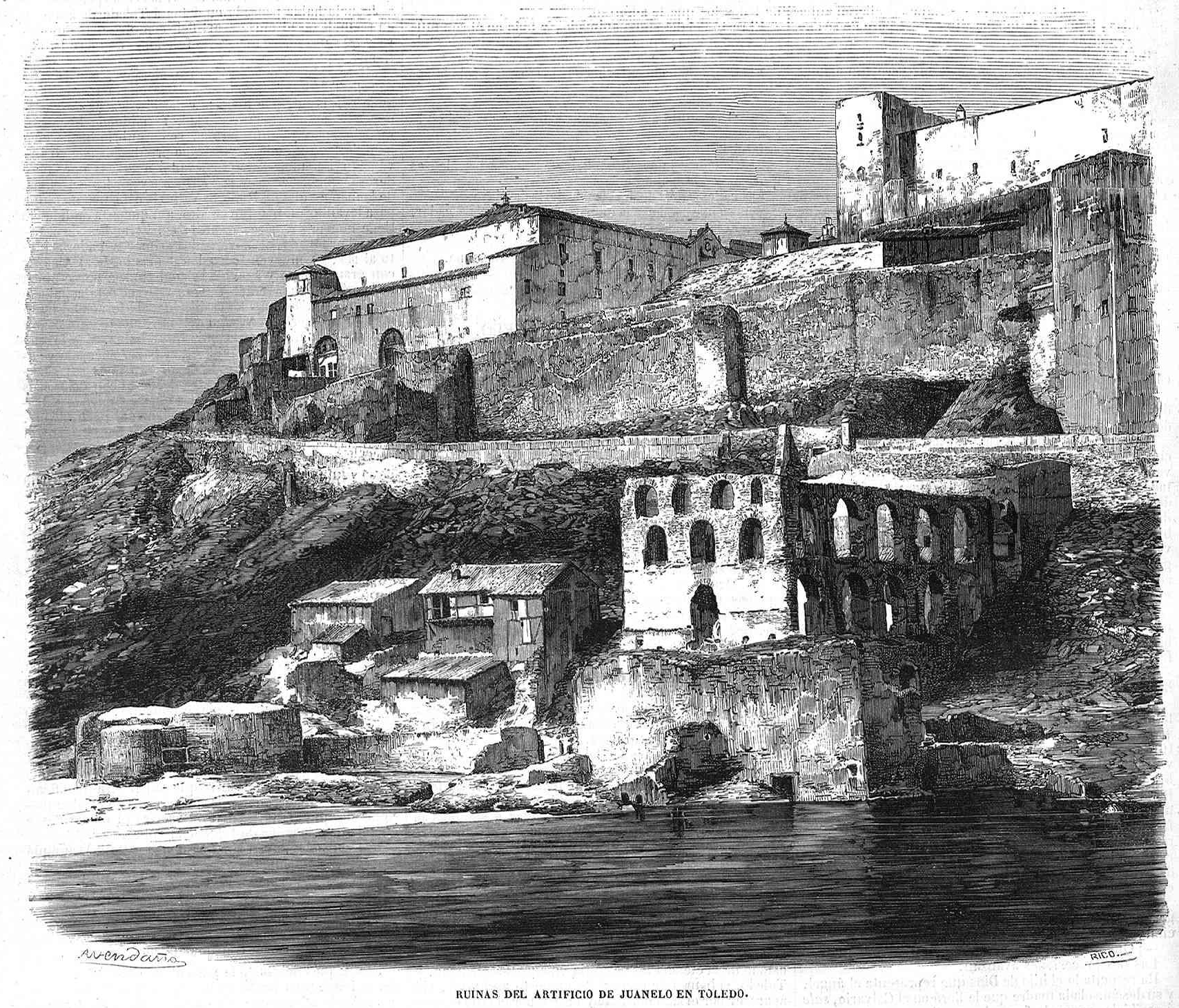
Ruïnes de l'artifici de Juanelo, gravat publicat en 1858 en El Museu Universal.

Al voltant de 1530, l'enginyer italià Turriano es muda a Toledo i rep el desafiament del noble Alfonso de Ávalos per realitzar aquesta empresa, encara que el projecte va quedar aparcat i els rucs van continuar fent el seu treball, fins que en 1565 Felipe II arriba a un acord amb la ciutat perquè es contracti a l'enginyer per solucionar el problema, amb un salari de 8000 ducats del rei i amb una renda de 1900 ducats de la ciutat per a ell i els seus successors. Turriano va acabar l'enginy en 4 anys, i pujava de manera eficient aigua a la ciutat gràcies a un sistema hidràulic complex on intervenien pales i rodes. Un molí feia funcionar una cinta amb àmfores que s'anaven buidant per canonades i recipients en nivells diferents, tots ells accionats amb engranatges i rodes.
La primera pujada d'aigua va tenir lloc el 23 de febrer de 1569 i subministrava a la ciutat 14.100 litres d'aigua al dia, que era una vegada i mitja els pactes. No obstant això, la ciutat no va voler pagar, a causa que l'aigua s'emmagatzemava finalment en l'alcàsser de Toledo i, per punt, era per a ús del rei i no de la ciutat.

## El segon artifici
Turriano va proposar a la ciutat la construcció d'un segon artifici, i es va reservar drets per a la seva explotació. L'obra va ser completada en 1581 i, encara que la va cobrar, no va poder fer front als costos de manteniment de l'estructura, i va haver d'acabar cedint el seu control a la ciutat.

## Reproducció
En 1992 l'artilugi va ser reproduït per a l'Exposició Universal de 1992 Sevilla, com una de les atraccions a l'Illa de la Cartoixa. Després d'acabar l'exposició va ser desmantellat.